# CCTV-11
CCTV-11 es un canal de la CCTV.

## CCTV-11
CCTV-11 se inauguró el 7 de septiembre de 2001. Es un canal dedicado al teatro y a la ópera china. Entre su programación se encuentran programas de teatro, retransmisiones de la Ópera de Pekín, series y películas.

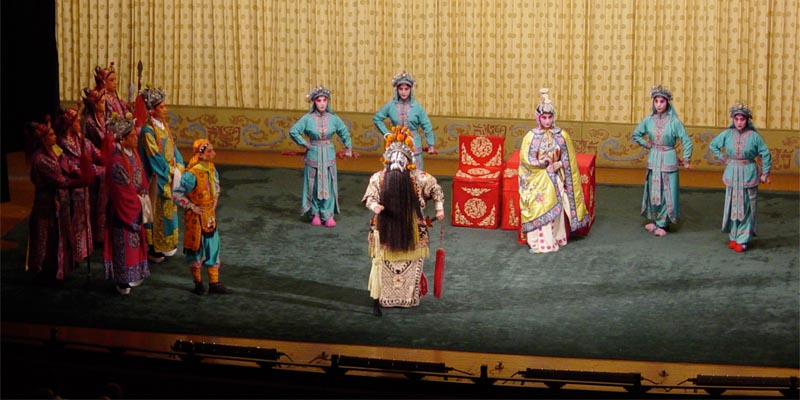
Ópera de Pekín.